# Mooresville (Indiana)
Mooresville – miasto w Stanach Zjednoczonych, w stanie Indiana, w hrabstwie Morgan.